# 希尔达·斯特赖克
希尔达·斯特赖克（英語：Hilda Strike，1910年9月1日—1989年3月9日），加拿大女子田径运动员，主攻短跑。她曾代表加拿大参加1932年夏季奥林匹克运动会田径比赛，获得二枚银牌。